# Гаммерсбах
Гаммерсбах (нім. Hammersbach) — сільська громада в Німеччині, знаходиться в землі Гессен. Підпорядковується адміністративному округу Дармштадт. Входить до складу району Майн-Кінціг.
Площа — 20,15 км2. Населення становить 4892 ос. (станом на 31 грудня 2020).